# متحف بصرى

موقع متحف بصرى على خريطة سوريا.

متحف بصرى يقسم إلى جناحين رئيسيين واحد للآثار المكتشفة في المدينة والآخر للتقاليد الشعبية، أنشئ في عام 1962 وافتتح سنة 1975. الغاية من تأسيس المتحف أن يجمع بمحتوياته أثار المنطقة وإعطاء حقيقية لواقع الإنسان الذي عاش ولايزال يعيش في هذه المنطقة إضافة إلى حفظ تراث المنطقة وإظهار عاداتها وتقاليدها لتعريف الزوار بتاريخ المنطقة وسكانها.

## الموقع
المتحف يقع داخل إيوانات البرج السابع في قلعة بصرى الأثرية بالقرب من مسرح بصرى والذي يعود تاريخه إلى 611 هجري 1214 ميلادي ويمثل قسماً من سلسلة أبراج القلعة الأيوبية المبنية حول المدرج مضيفة أن المتحف يقسم إلى قسمين الأول يقع في البرج السابع من القلعة وتبلغ مساحته 480 متراً مربعاً بينما القسم الثاني هو المتحف المكشوف في الساحة الواقعة في الجهة الشمالية بين البرج العاشر والتاسع وتبلغ مساحته 350 متراً مربعاً تقريباً.
وقد اختير هذا البرج بسبب تصميمه المعماري الذي يأخد شكل البناء العربي المتأثر بالطراز الفارسي حيث ينقسم إلى ثلاثة أواوين مع غرف جانبية وفسحة متوسطة وممر متدرج جدران المبنى سميكة مزودة بنوافذ متسعة تسمح بإنارة المبنى بشكل طبيعي.
وعند دخول المتحف يشاهد الزائر لوحة كبيرة لمخطط محافظة درعا يظهر عليها أهم المواقع الأثرية والتاريخية والمناطق الادراية في المحافظة.
ويتكون المتحف من عدة قاعات منها قاعة الفلاح وقاعة المطبخ والمضافة وقاعة الطيور وقاعة العروس وقاعة الالبسة وتحتوى كل قاعة من القاعات على أهم الأدوات المستخدمة في حياة السكان اليومية.

## المعروضات والتحف
تجاوز عدد اللقى الأثرية التي يضمها متحف بصرى 1117 قطعة متنوعة ما بين فخار وقطع حجرية ومعادن من الذهب والفضة والبرونز والنحاس إضافة إلى القطع الزجاجية والتي يبلغ عددها في خزائن العرض 759 قطعة و283 قطعة في المخازن مبينة أن عدد القطع المعروضة في المتحف المكشوف يبلغ 75 قطعة أثرية.
كما أن عدد القطع الفخارية في المتحف تبلغ 391 قطعة تتنوع بين سرج وجرار وأباريق وأوان منزلية ومدامع وقوارير وقنابل يدوية أيوبية مبينة أن السرج الفخارية أهم المكتشفات الفخارية في بصرى حيث تعتبر السرج الفخارية من أقدم القطع التي وجدت في المدينة وتعود إلى عصر الحديد كما يوجد بعض الجرار العائدة إلى فترة البرونز الحديث وعدد من السرج العائدة للفترة الهيلنستية والباقي يعود إلى الفترات الرومانية والبيزنطية والإسلامية.
يعرض المتحف الآن 242 قطعة زجاجية متنوعة يعود معظمها إلى الفترة الرومانية والبيزنطية إضافة إلى 273 قطعة معدنية من حلي واوان منزلية وأدوات طبية ونقود تعود إلى الفترات الهلنستية والرومانية والبيزنطية.
أبرزها 150 قطعة حجرية تتنوع بين تماثيل وتوابيت وأعمدة وقطع إكساء تعود للفترات الرومانية والبيزنطية والنبطية وبعضها تماثيل لإلهة النصر تيكة ودافع الشر غورغوريون، إضافة لاحتوائه على تماثيل لشخصيات مهمة ولوحات فسيفسائية مثل لوحة دير العدس والنقوش الكتابية اليونانية واللاتينية والنبطية والإسلامية وهي عبارة عن نصوص تأسيسية لمبان أثرية وشواهد قبور.

### الشكل العام عند دخول المتحف
يشاهد الزائر لدى دخوله إلى المتحف لوحة تمثل مخططاً لمحافظة درعا يظهر عليها أهم المواقع الأثرية والتاريخية والمراكز الإدارية في المحافظة وعلى يمين الزائر توجد: 
- قاعة الفلاح: التي تمثل حياته حيث يظهر الفلاح وهو يصلح محراثه وتظهر المرأة العجوز وقد حنا ظهرها الشقاء والتعب وهي تحمل حزمة من القش، كما تظهر في هذه القاعة الأدوات التي كان يستعملها الفلاح في الزراعة والحصاد وجني المحصول كالمحراث والمنجل و لوح الدَّراسة وتوجد كذلك جرار فخارية للمؤونة يحفظ فيها السمن والزيت واللبن والماء كما يوجد قن للدجاج.

- قاعة المطبخ: تقع إلى جوار قاعة الفلاح و يعرض فيها أدوات طهي الطعام بالإضافة إلى فرن الخبز والمرأة التي تقوم بعملية الخبز على الفرن وكذلك الوقود المستعمل في عملية الطهي والخبز بالإضافة إلى الجاروشة الرحى لطحن الحبوب، ويوجد الخضاضة التي تقوم بعملية فصل الزبدة عن اللبن وهناك الديوانية المضافة تشغل الجهة الغربية من الفسحة المتوسطة وهي عبارة عن قاعة مفروشة بالبسط العربية المصنوعة من شعر الماعز وصوف الغنم ووبر الجمال ذات الرسوم والنقوش المختلفة والمتعددة الألوان ويظهر في المضافة كيفية استقبال الضيوف حيث يجلس صاحب البيت بعد انتهاء أعماله المعتادة لاستقبال الضيوف والزوار وتبادل الأحاديث الودية كما يظهر أيضا عملية تناول الضيوف للقهوة والشاي والنرجيلة وعملية تناول الطعام من طبق واحد الذي يسمى المنسف العربي إضافة إلى عملية صنع القهوة العربية المرة و مراحل تجهيزها التي تبدأ بتحميس القهوة ثم طحنها بالمهباج ثم غليها ووضعها في دلال أواني خاصة ثم وضعها في المنقل لتكون دائمة السخونة وجاهزة للشرب في أي وقت يتوافد فيه الضيوف إلى المضافة ليلا أو نهاراًَ.

كما أنه يعرض في القسم الجنوبي من الفسحة المتوسطة في قاعة مقابلة لقاعة الفلاح مجسمات تصور عملية حرث الأراضي وتطورها والمراحل التي تمر بها الزراعة من مرحلة النمو حتى الحصاد و عملية درسها لفصل الحبوب عن القش ثم تجميعها في مكان واحد بأكياس من القنب كما تضم القاعة صورا تمثل العرس الحوراني والدبكة الحورانية بالإضافة إلى بعض المجسمات التي تمثل بعض الفتيات بالزي التقليدي وأخرى لنساء يقمن بعملية نقل الماء من البركة إلى البيت إضافة إلى عرض متنوع لأطباق القش المصنوعة من ساق القمح والمنسوجة يدويا باحجام مختلفة ذات النقوش والالوان المختلفة.
- قاعة العروس: تقع في الجهة الجنوبية الشرقية من الفسحة المتوسطة وهي تمثل خلية حقيقية لزوجين في بداية حياتهما الزوجية حيث يشاهد في القاعة ما قام الزوجان بتجهيزه لحياتهم الزوجية مثل الفراش والأطباق الزجاجية والنحاسية ومرآة العروس الكبيرة الحجم التي تعلق على أحد الجدران وصندوقها الكبير والمزين بالصدف بالإضافة إلى بعض المطرزات التي كانت العروس قد قامت بانجازها أثناء فترة الخطوبة كما أن جدران الغرفة مزينة بزخارف هندسية يقوم برسمها وتلوينها أصحاب البيت.

كما يوجد في الجهة المقابلة للمضافة يوجد جناح خاص تعرض فيه الألبسة المختلفة والمستعملة في المنطقة من قبل الرجال والنساء مثل العباءات والقنابيز والصايات والعقل والكوفيات والجبب والثياب الحورانية والدوامر والحطات.
ويشاهد في زوايا الفسحة المتوسطة للمتحف أربع خزن تعرض فيها الأسلحة المستخدمة في الفترات الماضية مثل الطبنجات وحافظات الذخيرة والمحابر والسيوف العربية القديمة وخزانة زى الرأس للعروس والحلى التي كانت تتزين بها النساء مثل الشكة وهي عبارة عن قطعة قماشية مخاط في جوانبها ليرات فضية وذهبية مزينة بالخرز الملون وتنتهى بشرابيش حمراء كبيرة كما يشاهد الكردان المصنوع من الفضة تزين به العروس صدرها والأساور الذهبية والفضية والخلاخيل الفضية التي كانت تتزين بها الفتيات والنساء في المنطقة والمصنوعة من الفضة أيضا ويعلو كل خزانة فتحة يعرض فيها ابريق نحاسى كبير.

## المتحف خلال الحرب السورية
توقفت أعمال التنقيب في بصرى في الوقت الحاضر بسبب الحرب الدائرة في سوريا منذ عام 2011 حيث كان هناك بعثة سورية - فرنسية تعمل في موقع المتحف.